# Tibnine
 (mars 2024).
La mise en forme du texte ne suit pas les recommandations de Wikipédia : il faut le « wikifier ».
Les points d'amélioration suivants sont les cas les plus fréquents. Le détail des points à revoir est peut-être précisé sur la page de discussion.
- Les titres sont pré-formatés par le logiciel. Ils ne sont ni en capitales, ni en gras.
- Le texte ne doit pas être écrit en capitales (les noms de famille non plus), ni en gras, ni en italique, ni en « petit »…
- Le gras n'est utilisé que pour surligner le titre de l'article dans l'introduction, une seule fois.
- L'italique est rarement utilisé : mots en langue étrangère, titres d'œuvres, noms de bateaux, etc.
- Les citations ne sont pas en italique mais en corps de texte normal. Elles sont entourées par des guillemets français : « et ».
- Les listes à puces sont à éviter, des paragraphes rédigés étant largement préférés. Les tableaux sont à réserver à la présentation de données structurées (résultats, etc.).
- Les appels de note de bas de page (petits chiffres en exposant, introduits par l'outil «  Source ») sont à placer entre la fin de phrase et le point final[comme ça].
- Les liens internes (vers d'autres articles de Wikipédia) sont à choisir avec parcimonie. Créez des liens vers des articles approfondissant le sujet. Les termes génériques sans rapport avec le sujet sont à éviter, ainsi que les répétitions de liens vers un même terme.
- Les liens externes sont à placer uniquement dans une section « Liens externes », à la fin de l'article. Ces liens sont à choisir avec parcimonie suivant les règles définies. Si un lien sert de source à l'article, son insertion dans le texte est à faire par les notes de bas de page.
- La présentation des références doit suivre les conventions bibliographiques. Il est recommandé d'utiliser les modèles {{Ouvrage}}, {{Chapitre}}, {{Article}}, {{Lien web}} et/ou {{Bibliographie}}. Le mode d'édition visuel peut mettre en forme automatiquement les références.
- Insérer une infobox (cadre d'informations à droite) n'est pas obligatoire pour parachever la mise en page.

Pour une aide détaillée, merci de consulter Aide:Wikification.
Si vous pensez que ces points ont été résolus, vous pouvez retirer ce bandeau et améliorer la mise en forme d'un autre article.
 (mars 2024).
Tibnine (arabe : تبنين), est un village du district de Bint-Jbeil du sud du Liban, dans une région connue depuis des temps anciens sous le nom de Jabal 'Amilah, et plus tard sous le nom de Jabal 'Amel    (jabal ʿāmil), (arabe : جبل عامل) ou Belad Bechara . La région porte le nom de Saleh Al Amel Banu 'Amilah (arabe: بَنُو عَامِلَة, Banū ʿĀmilah), une tribu yéménite chrétienne qui, avec les tribus apparentées de Hamadan, Lakhm et Judham, s'est installée en Syrie, en Palestine, dans certaines parties de la Jordanie et au sud du Liban. 
Situé à 110 km au sud de Beyrouth, il compte 6 500 habitants en hiver et plus de 10 000 en été. 
Il est principalement caractérisé par son climat modéré, son beau paysage ainsi que ses monuments touristiques comme le château fort,, connu dans les textes anciens sous le nom de Toron des chevaliers,. Il fut construit par Hugues de Saint-Omer, en 1105, successeur de Tancrède de Hauteville, comme Prince de Galilée, après avoir participé à la Première croisade.
Il ne reste que peu de vestiges de Toron des Chevaliers d’origine. Ce qu'on voit aujourd'hui ; l'enceinte est flanquée d'ouvrages carrés et demi-circulaires, est l'œuvre du pacha d’Acre au XVIIIe siècle, Dahir al-Umar (arabe : ظاهر آل عمر الزيداني), qui voulant se rendre indépendant, s'était révolté contre l'empire ottoman.

## Histoire

### Histoire ancienne et époque des croisades

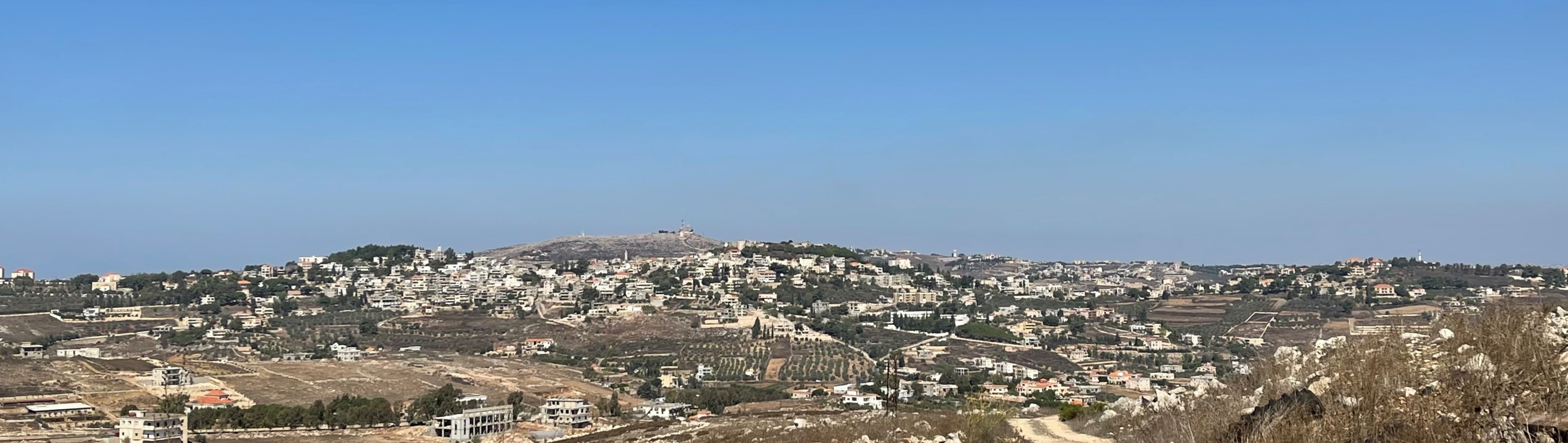
Vue de Tibnine de village de Beit Yahoun.

Les spécialistes ont identifié Tibnine comme la ville de Tafnis (תפניס) évoquée dans le Talmud de Jérusalem et comme une frontière nord possible du royaume de Juda. Guillaume de Tyr désigne la ville Tibénine (…nomen priscum Tibénin…) ce qui laisse croire qu’elle existait depuis bien longtemps avant l’arrivée des Croisés dans la région. Sur la route entre Tibnine et Beit Yahum, des mégalithes de l'âge de pierre ont été retrouvés et leurs archives conservées à l'Institut de Paléontologie humaine à Paris. Adolphe Chauvet fait remonter l'histoire du village aux Cananéens sans mentionner de référence pour cette affirmation. Tibnine a été le centre de la seigneurie de Toron pendant les croisades. En 1106 Hugues de Saint-Omer revenait d'un raid en terre turque, sa troupe fut prise dans une embuscade près de Banyas, par l'atabeg de Damas, Tughtekin Saif el-Islam Daher ed-Din, (arabe : ظاهر الدين طغتكين), en turc : Tuğtekin). Il ne craignit pas, avec soixante-dix chevaliers, d'affronter quatre mille ennemis. Ayant reçu quelques renforts, il les battit et les mit en fuite, mais dans son triomphe il fut atteint par une flèche dont il mourut peu après (d'après Guillaume de Tyr). Son corps ramené par ses compagnons, fut enterré à Nazareth. À la suite de sa mort la seigneurie de Toron relevât directement du royaume de Jérusalem et fût indépendante de la principauté de Galilée.

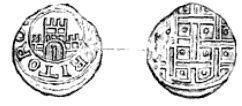
Monnaie de seigneurie des Croisés de Toron en Galilée, XIIe siècle Inscription : Château de Toron (Castri Toroni).

Le village fut attaqué et ses habitants massacrés en 1107 par Izz al-Mulk,, gouverneur sunnite de Tyr. À la suite de cet épisode une dynastie fut créée par la nomination  d’Onfroy Ier de Toron ou « Henfred » (Umfredus de Torum en latin), Humphrey 1er de  Toron,  par Baudouin Ier, roi de Jérusalem. Le nom du château fut adopté par le nouveau seigneur comme patronyme et sa postérité après lui, ses descendants devaient garder longtemps le titre de seigneurs de Toron et tenir un haut rang dans la noblesse des familles d'Outremer,. Elle s’éteint en 1283, avec les descendants de Marie d'Antioche et d'Arménie (1215-1259), épouse de Philippe Ier de Montfort, Dame de Toron (1227-1259) et arrière-petite-fille d'Onfroy III, mais le château fut perdu définitivement en 1266.
Lors de son voyage commencé à Damas le 1er du mois de djomada second (Joumada ath-thania (arabe : جمادى الثانية) de l’an 580 de l’hégire qui correspond au 9 septembre 1184, Ibn Djobeïr,(arabe : محمد بن أحمد ابن جبير ) est passé par Tibnine Toron des chevaliers, en allant vers la ville d’Acre. Il qualifia Sibylle de Jérusalem, sœur de Baudouin IV et mère de Baudouin V, de truie ainsi que son fils de porc, mais il reconnut avoir vu «… de nombreux villages, tous habités par les Musulmans, qui vivent dans un grand bien-être sous les Francs. (…) C'est la condition dans tout le territoire occupé par les Francs sur tout le littoral de Syrie. La plupart des Musulmans ont le cœur abreuvé par la tentation de s'y fixer en voyant l'état de leurs frères dans les régions gouvernées par des Musulmans où la situation est le contraire du bien-être ».
En 1187, Saladin fut victorieux à Hattin. Aucune armée chrétienne n’assombrissant l’horizon immédiat, il envoya son neveu, Al-Muzaffar Umar Al-Muzaffar Taqi al-Din Umar (arabe : المظفر تقي الدين عمر) , pour assiéger le château de Toron qui était sans seigneur puisque Onfroy IV de Toron avait été capturé lors de la bataille. La garnison était isolée, mal préparée et sans chef. Les francs concédèrent le château à Saladin qui leur accorda cinq jours pour se rendre en toute sécurité à Tyr avec leur fortune et leurs familles, en délivrant les prisonniers musulmans et en laissant derrière eux de nombreux croisés en otage. Le château fut reconstruit. Le pays de Tibnine fut confié aux membres de la tribu El-Sayyid (arabe : سـيّد), descendants directs du prophète Mahomet et hommes de confiance de Saladin, qui ont permis par la suite aux membres de la tribu Fawaz (arabe : فواز) de vivre à leurs côtés.
Les autorités ayyoubides de la Syrie s’attendaient à ce que les croisés du duché de Brabant, les forces allemandes et les chevaliers du roi de Jérusalem, Aimery II de Lusignan (nommé souvent  Amaury) se dirigent vers Jérusalem ou Damas or ils assiégèrent le château de Tibnine, le 17 Mouharram 594/29 novembre 1197, pour donner un répit aux chrétiens de Tyr. La garnison musulmane craignant un sort comme celui de Maarat al-Numaan (arabe : maʿāra an-nuʿmān, معارة النعمان) offrit de se rendre malgré les objections du gouverneur du lieu.
Des représentants des familles de Tibnine allèrent au camp franc négocier leur sécurité (Al-Aman) Amân (arabe : أمان) contre 500 esclaves chrétiens. Certains seigneurs francs qui avaient noué des relations avec le sultan Al-Kamil d'Égypte ne souhaitaient pas voir la campagne menée par le roi Amaury II de Jérusalem réussir et encore moins des massacres se dérouler à Tibnine. Or les Allemands qui étaient sous le commandement de l'archevêque Conrad Ier de Wittelsbach, ne voulaient pas entendre parler de reddition, Tibnine étant une promesse des pillages, de fortune ainsi que de gloire pour les chevaliers qui le rendraient aux mains des chrétiens. Le chroniqueur Ernoul décrit comment les croisés ont refusé l'offre musulmane et admet que c'était une erreur de ne pas accepter cette offre honorable de reddition.
Par suffisance, ils montrent aux messagers le travail de sape que les croisés faisaient secrètement sous le mur du château. La garnison, après le retour des messagers au château, fut plus résolue que jamais à résister. Ce fut le théâtre d’un combat des plus féroces qui rendit inutile l’effort des croisés qui furent forcés de réitérer leur attaque. Les assiégés pensaient, qu’en présentant à nouveau leur offre de capituler à partir d'une position plus forte, l’issue serait plus positive. De nouveau, les représentants des familles de Tibnine portèrent leur offre de reddition à condition que leurs vies soient épargnées. La réponse, une fois de plus, fut moins que polie de la part des Allemands. À leur retour au château, les messagers relatèrent, l'accueil insultant qu'ils reçurent des Francs. La volonté de se battre de la garnison fut à nouveau forte. À la fin de cette journée, elle reçut la nouvelle de l’arrivée de renforts dépêchés par le sultan Al-Kâmil. Les forces allemandes levèrent le siège du château de Tibnine en février 1198, sous la menace de l’arrivée imminente de l’armée ayyoubide et à cause de la guerre de succession en Allemagne entre Philippe de Souabe et Otton IV, empereur du Saint-Empire. Le chancelier et ses princes abandonnent leurs hommes à leur sort en dehors des portes de Toron, tel que décrit par Helmold von Bosau. La croisade d'Henri VI, dite la croisade allemande de 1197 finit en disgrâce face aux murs du château fort de Tibnine.
Le sultan Al-Kamil, frère de Saladin, rend la seigneurie de Toron (Tibnine) aux Francs en 1229 sous la pression de la sixième croisade de Frédéric II.
Ahmed Sheir dit que les chevaliers de l’Ordre Teutonique, soutenus par l'empereur Frédéric II, ont essayé d'ajouter Toron (Tibnine) à leurs possessions qui étaient « une partie des possessions de  Jocelin de Courtenay en 1120 », et qu'ils ont achetées.
Philippe de Montfort, par son mariage avec Maria d'Antioche-Arménie, dernière héritière de la famille Toron, s'empara des richesses de Tibnine et de son château. C'est à partir de Tibnine que Philippe de Montfort arrachera Tyr des mains de Richard Filangieri, le confident de Frédéric II.
Les familles El-Sayyid et Fawaz se voient reconfier la défense des terres de la seigneurie de Toron par les mamelouks d’Égypte après leur conquête en 1266.

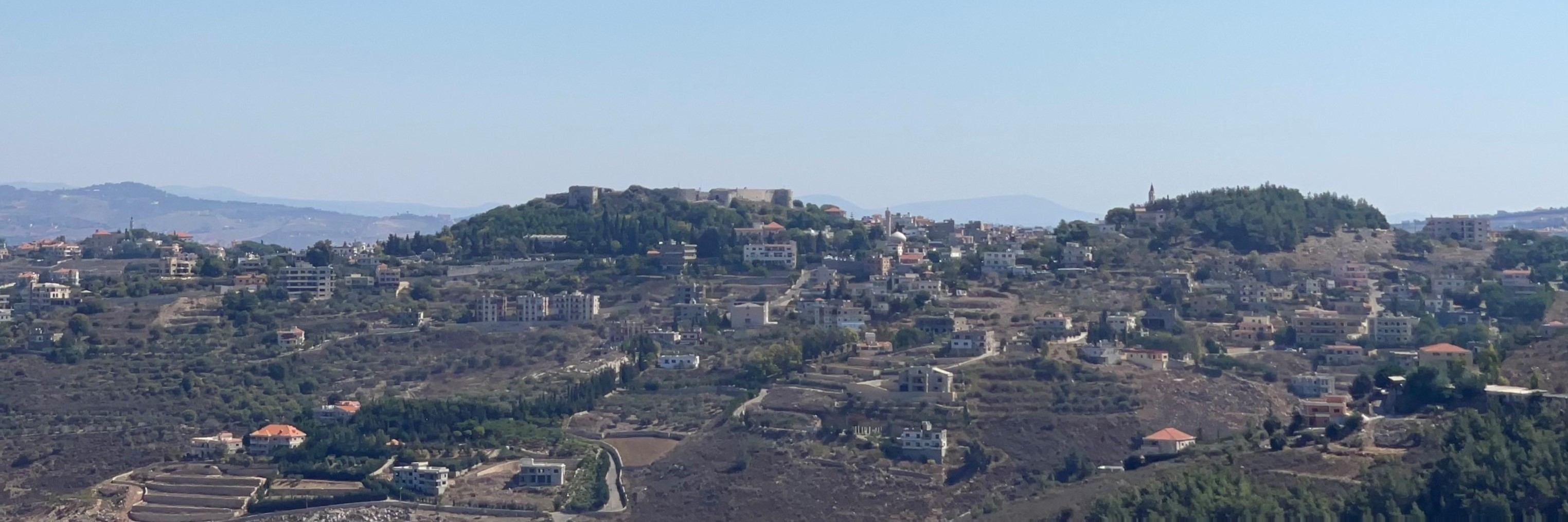
Vue de Tibnine du village de Haris.

### Époque ottomane
La nahiya (en arabe : ناحية ; sous-district) constituait la plus petite entité administrative sous l'Empire ottoman ; le village de Tibnine en 1596 était désigné comme nahiya ottomane du liwa' (district) de Safed (arabe : صفد). Sa population était de 148 ménages et treize célibataires. Les habitants acquittaient une taxe sur les produits agricoles et pastoraux de 8 900 akçe. Les familles chiites opposées aux frères Al-Saghir (Ali et Hussein) furent éliminées entre 1639 et 1649, ce qui a permis aux frères « Al-Saghir » de renforcer leur système féodal sur une région désignée sous l’appellation de (Bilad Bishara = pays ou terre de bichara) dont Tibnine fait partie, imitant les émirs druzes et bénéficiant de la tolérance de l'émir Fakhr-al-Din II (arabe : فخر الدين الثاني بن قرقماز). L’arrivée au poste de gouverneur à Sidon d'Al Jazzar (arabe : أحمد باشا الجزّار) en 1777 qui ne tarda pas à transférer la capitale de la province à Acre (arabe : عكّا) mit fin au règne de la famille al-Saghir (ancêtre Al-Assaad ou Al As'ad (arabe :  الأسعد) avec l'aide de l'émir du Mont-Liban Youssef Chihab (arabe : يوسف الشهابي). Leur système féodal autonome dans la région est écrasé et leurs hommes expulsés de Tibnine.
En septembre 1788,,, selon Ali al-Subayti, le chroniqueur chiite local, les relations entre Nassif al-Nassar (arabe : ناصيف النصار) et Al-Jazzar, pacha ottoman d’Acre, 
se sont détériorées à la suite de la demande d’intervention adressée à ce dernier par le cheikh chiite de Hunin contre Nassif. Al-Jazzar envoya ses troupes sous la direction de Salim Pasha al-Kabir contre Nassif et son clan (al-Saghir al-Wa'il). Les 3 000 hommes d’Al-Jazzar matèrent Nassif et son clan dans une bataille de trois heures, à Yaroun (arabe : يارون) tuant Nassif ainsi que 470 de ses cavaliers. C’en était fini de l’autonomie relative chiite de Jabal Amel après la bataille. La plupart des Cheikhs chiites de Jabal Amel furent tués à la suite d’une série d’assauts contre leurs places fortifiées. La fuite des survivants vers la vallée de la Bekaa après leur reddition, fut coordonnée par al-Jazzar. Dans la tradition chiite populaire de Jabal Amel, Nassif est toujours tenu en haute estime pour son supposé rôle de défenseur de son peuple. Il est l’un des ancêtres des El Assad, une famille politique libanaise.
Le journaliste Nicholas Blanford pense déceler la même source culturelle de défi et de dignité à l’origine des campagnes de guérilla des deux mouvements chiites, Amal (arabe : أمل) et Hezbollah (arabe : حزب الله), contre les forces israéliennes depuis leur invasion et leur occupation du Sud-Liban en 1982 que celles qui avaient animé l’action militaire de Nassif al-Nassar au XVIIIe siècle. Le château est récupéré par le clan 'al-Saghir' et leurs alliés en 1783 après avoir aligné leurs forces à celles de l’émir Youssef Chihab. Les forces de Jazzar Pacha sont évincées de Tibnine. L’émir Youssef Chihab ne tarde pas à trahir ses alliés et les envoyer à Acre pour être exécutés.
Dans la deuxième moitié du XIXe siècle, Tibnine était le chef-lieu du Bilad Bcharrah, où le caïmacan (turc : kaymakam), (arabe : قائم مقام) ottoman avait choisi de résider. En 1868, Robert Morris voyageant dans la région décrit la beauté de Tibnine, après avoir résidé dans une famille du village. [.. ] « Évitant le château, dont le pacha aurait volontiers reconnu mes lettres de créance si je l'avais appelé, je m'engageai à loger dans une des maisons du village en contrebas, un appartement propre et respectable en comparaison de la gamme générale des maisons indigènes. », il mentionne le traitement tyrannique subi par les habitants de la part des troupes ottomanes. Au cours des siècles, Tibnine et son château fort ont été à de multiples reprises la cible des armées étrangères. L’armée napoléonienne l’a saccagé lors de sa campagne pour conquérir la Syrie en 1804. Chabib Pacha Al-Assaad (arabe : شبيب باشا الأسعد), est né en 1852 à Tibnine, dans le château familial érigé au centre des ruines du château fort, siège du règne de son père, Ali Bey Al-Assaad. Tibnine et son château ont cessé d’être un centre de pouvoir quand Chabib Pacha Al-Assaad a déménagé à Saïda, où il est décédé en 1917. Les Français, de retour dans la région après la Première Guerre mondiale, l’ont occupé de nouveau.

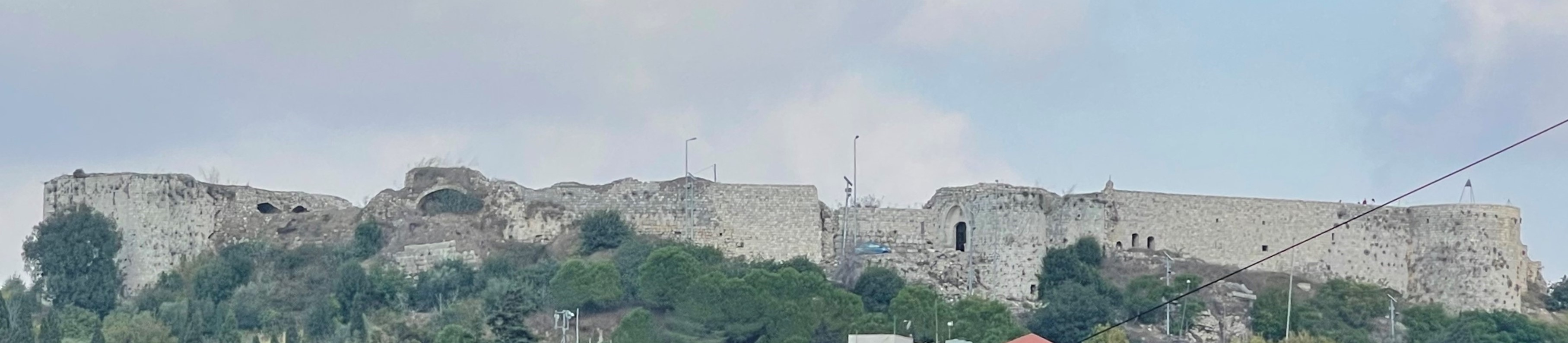
Vue de Toron des Chevaliers à Tibnine depuis le quartier ouest du village.

Les forces pro-nazies de Vichy se sont fait déloger en 1941 par un bataillon de l'armée britannique qui tint le château jusqu'à ce que le Liban obtienne son indépendance en 1943. Les premiers soldats irlandais de la FINUL qui sont arrivés dans la région pour donner suite aux décisions du Conseil de sécurité des Nations unies en application des résolutions 425 (1978) et 426 instaurant La Force intérimaire des Nations unies au Liban ont organisé leur remise de médailles sur le toit du château le 12 octobre 1978.

### Sous Mandat Français
Les calamités et épreuves de la première guerre mondiale ont touché les habitants du Sud Liban autant que le reste du Liban. Leur proximité et leur perpétuel déplacement vers les grandes agglomérations de la Syrie et de la Palestine ont fait qu’ils ont été un peu moins affectés par les lots de misères qu’ont enduré la population du Mont Liban. La désillusion des sudistes a été aussi grande que celle du reste des populations arabes quand ils ont compris qu’ils n’auraient pas leur État arabe indépendant et que la domination turque était remplacée par celle des alliés. Les Accords Sykes-Picot ont prévu le découpage du Proche-Orient, le Liban a été placé sous le pouvoir colonial des Français par la Société des Nations,
SDN,. Le rêve des nationalistes syriens d’une Grande Syrie s’est évaporé après celui de l’unité arabe. Les oulémas (érudits religieux), (arabe : علماءʿ ʿulamā’, pluriel de عالم ʿālim) chiites ont plaidé la cause de la Grande Syrie et travaillé activement contre la création du Grand Liban sous contrôle français direct, qui aller englober une partie de Bilad el-Cham ou la Grande Syrie. Un appel au djihâd (arabe : جهاد) contre les français était publié par le Sayyed Abd el-Hussein Charafeddine al-Musawi(arabe : عبدالحسين شرف الدين الموسوي). Les oulémas et les dirigeants du Sud se sont réunis à ‘‘Wadi al-Houjair’’ (arabe : وادي الحجير) le 24 avril 1920 pour autoriser Sayyed (arabe : sayyid, سـيّد) Charafeddine, Sayyed Muhsin Al-Amin (arabe : السید محسن بن عبدالکريم الامین العاملي) et Sayyed Abd el-Hussein Nureddin (arabe : سيد عبد الحسين نور الدين) , à discuter de l'avenir de Jabal Amel et de son peuple avec le roi Fayçal Ier (arabe : فيصل الأول) à Damas . Le rebelle Adham Khanjar(arabe : أدهم خنجر) a cherché à recruter des partisans parmi les villageois de Tibnine. Au départ, certains habitants désirant l’unité avec la Syrie ont accueilli  favorablement ses propositions mais ses opinions sectaires ont indisposé les habitants de Tibnine, qui s’étaient toujours vantés d'une acceptation et d'une coexistence entre chrétiens et musulmans : ils ont fini par chasser du village tous les soutiens d’Adham Khanjar. Après sa participation à l’attentat contre le général Henri Gouraud en 1922, il fut jugé, condamné et exécuté l'année suivante. La capture de Khanjar par les autorités françaises suivie par la révolte, matée, à djebel el-Druze (arabe : جبل الدروز), a persuadé les membres de son groupe de rentrer chez eux. Ils y seront rapidement appréhendés par les soldats coloniaux. Les affrontements sectaires de 1920 dans le sud furent châtiés par les forces françaises d’occupation sous les ordres du haut-commissaire français en Syrie et au Liban, Henri Gouraud. Les villageois chiites furent soumis à une campagne draconienne de la part des militaires qui ont exigé la restitution stricte des objets volés. Des mesures massives de restrictions ont touché des villageois qui, souvent, n’avaient pas pris part aux troubles. L’esprit de révolte atteint son paroxysme lors de l’aménagement d’un marché à Tibnine pour la revente des marchandises confisquées chez les habitants des villages environnants ; Tibnine était jusqu’à récemment le siège féodal de la famille Al Asa’ad(arabe : الأسعد) descendant d’Ali Al-Saghir. Tibnine n’a pas subi le même traitement que les autres villages de la région : aucun impôt n'a été prélevé par les Français après les incidents sectaires. À la suite de ça, la famille Al Asa’ad craignait de paraître de mèche avec les Français si Tibnine donnait l’impression de vouloir coopérer avec les occupants, ce qui ne peut que donner une mauvaise image d’eux et nuire à leur position parmi les chiites du Sud Liban. Après la réorganisation administrative du Liban sous mandat et le découpage du Sud Liban en 1922 en plusieurs cantons, Tibnine a perdu son statut de chef-lieu au profit de Bint Jubeil qui a englobé Tebnine 33 .

### La guerre civile libanaise

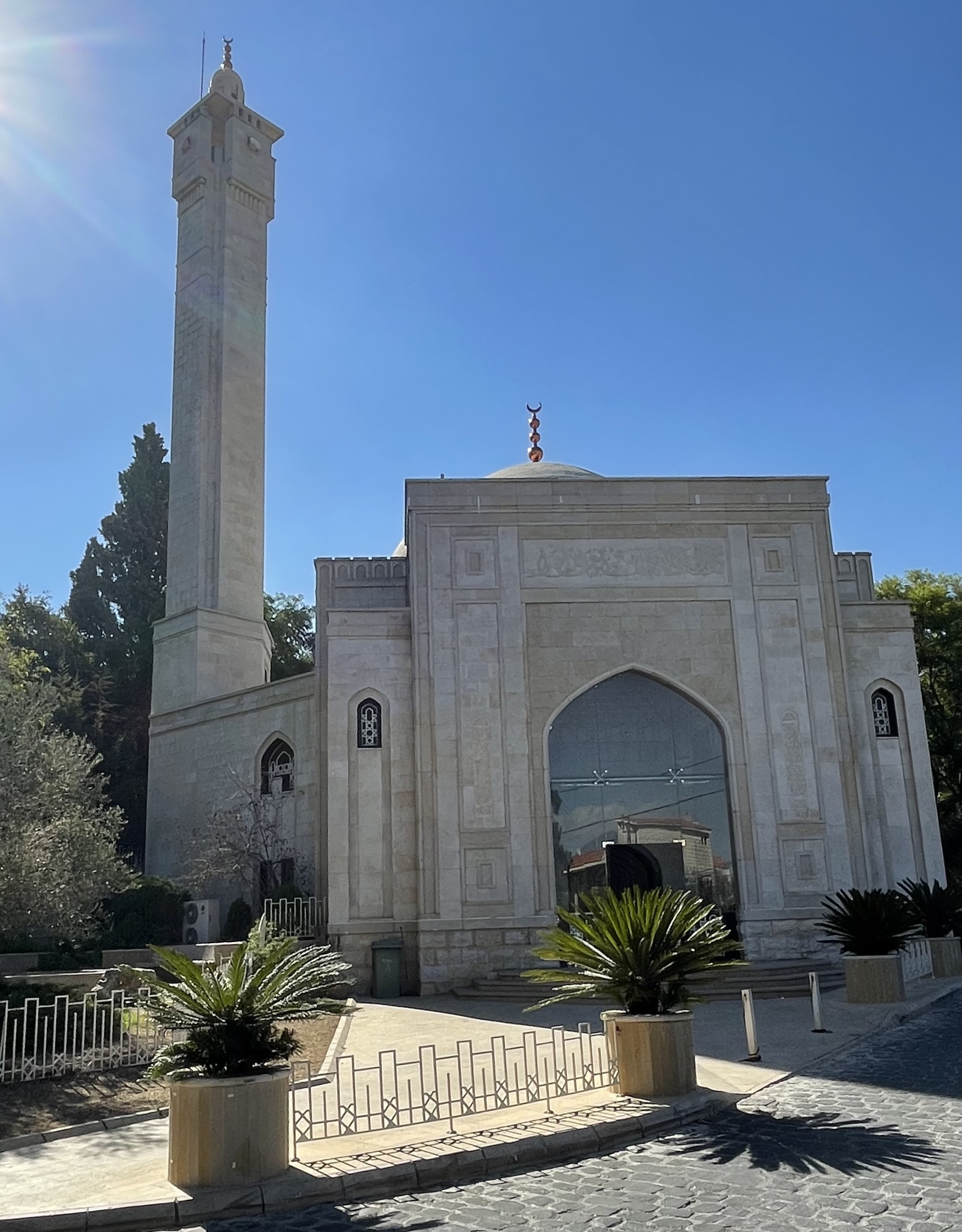
La nouvelle mosquée de Tibnine.

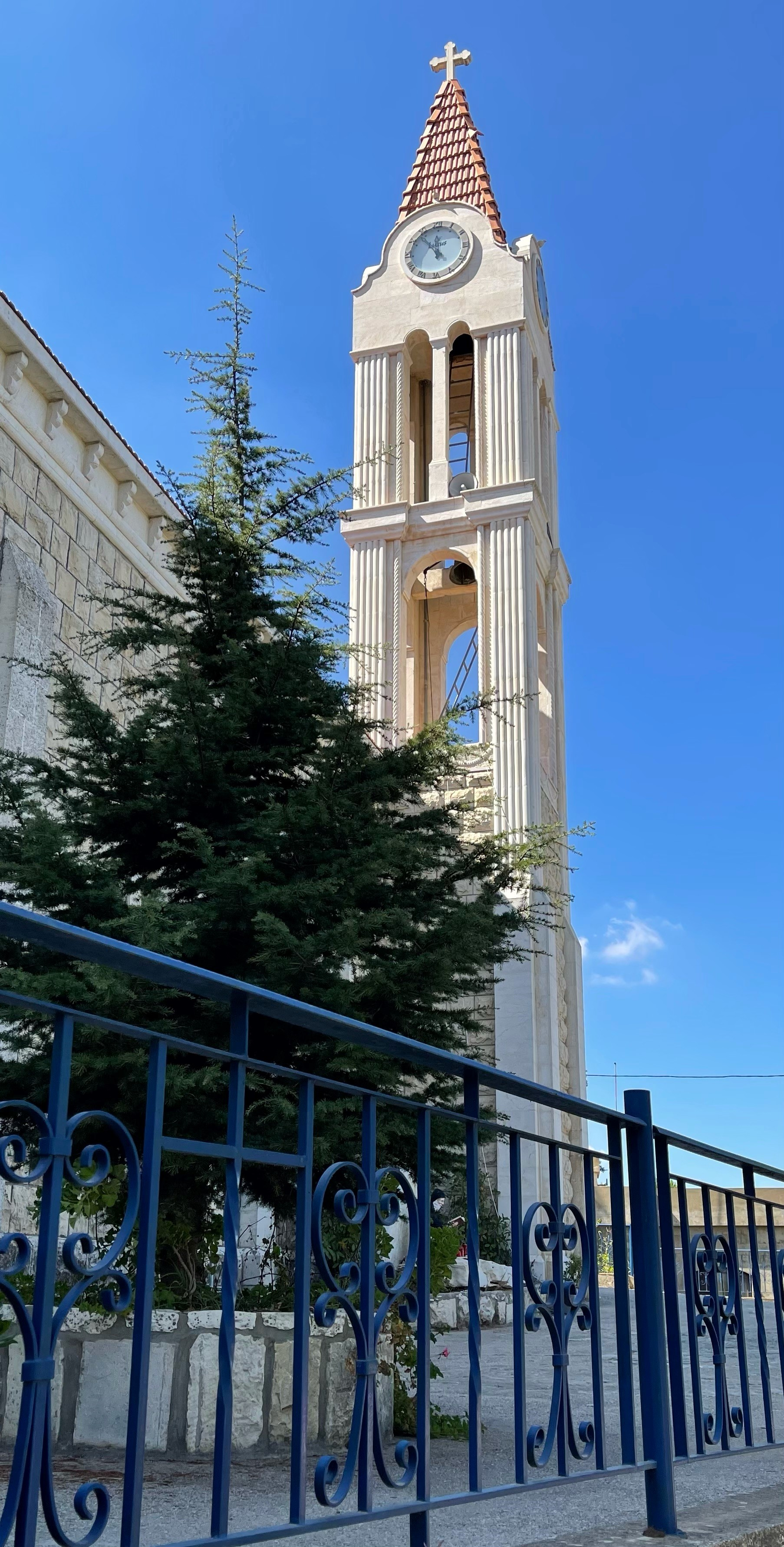
Le clocher de l’église Saint Georges de Tibnine.

Le sentiment national faisait défaut à la société libanaise. C’était et c’est encore largement le communautarisme qui domine et commande l’allégeance des citoyens libanais. Les habitants de Tibnine ne sont pas différents de leurs compatriotes. Mais au moins, ils ont et continuent de partager une vie commune plus qu’une coexistence entre musulmans chiites et chrétiens. Avant la guerre civile libanaise, la jeunesse toutes confessions confondues était plutôt proche des idées panarabe et des partis politiques classés à gauche. En même temps, les plus âgés calmaient leurs ardeurs en pratiquant une politique traditionnelle, clanique et clientéliste où les intérêts d’un certain nombre de familles étaient favorisés. La tranquillité et la sécurité des villageois passait avant toute autre engagement. Tibnine est resté la plupart du temps de la guerre civile libanaise non affecté par le sectarisme qui ravageait le pays tout entier bien qu’un nombre infime de musulmans soient alignés sur la cause des milices dites de gauche ou confessionnelles, tandis que la majorité des résidents du village restaient apolitiques. Les chrétiens savaient pertinemment que pour assurer leur présence au village ils ne devaient en aucun cas s’engager politiquement et encore moins militairement. Les habitants ont subi les agissements des groupes de gauche alliés des palestiniens après l’effondrement de l’État libanais. La milice Amal, dont le chef Nabih Berri est originaire de Tibnine mais n’y a jamais résidé, attirait dans ses rangs un nombre toujours grandissant d’habitants du village. L'intervention militaire israélienne au Liban de 1982 et l’apparition du Hezbollah ont changé radicalement l’alignement des habitants du village. Une minorité rêve encore de venir à bout de la mainmise du Hezbollah. Vingt ans après le retrait israélien du Liban sud, le parti pro-iranien règne en maître absolu sur le sud du Liban,.

### Conflit isréalo-libanais
Sous la pression accrue des États arabes, le Liban a fini par céder et abandonner une partie de sa souveraineté nationale. En signant les accords du Caire en 1969,. Tibnine, comme la plupart des localités des environs de la frontière libano-israélienne, a subi les conséquences néfastes de la liberté d'actions menées par les organisations paramilitaires palestiniennes contre Israël.
L'opération Litani de l’armée israélienne en mars 1978 avait pour but d’éloigner les fedayins palestiniens de ses frontières nord. Les fedayins appuyés par leurs alliés, les milices de gauche, reculaient devant la puissance de frappe de l’armée israélienne. Tibnine était abandonné à son sort comme toutes les régions limitrophes du Liban où régnait l’anarchie de la guerre civile. Le Mukhtar (un élu qui dirige un village) (arabe :  مختار) de Tibnine a persuadé les combattants d’évacuer le village pour éviter sa destruction et, avec le peu d’habitants qui restaient et même ceux qui étaient opposés à l’idée, tous sont allés au-devant de l’armée israélienne pour éviter d’être bombardés. Après plusieurs semaines en territoire libanais, l’armée israélienne se retire laissant une bande de la région conquise sous le contrôle de l'Armée du Liban Sud , ou ALS (en arabe : جيش لبنان الجنوبي - Jaysh Lubnān al-Janūbiyy ), fondée en 1976, et le reste du territoire à la suite de l’adoption par le Conseil de sécurité des Nations unies de la résolution 425 aux Force intérimaire des Nations unies au Liban , . Pendant des années, Israël et l’Armée du Liban Sud utilisaient Tibnine à chaque fois qu’ils avaient besoin de faire passer un message aux autorités libanaises en arrosant les environs et Tibnine-même de bombes qui ont traumatisé les villageois en laissant des morts et des blessés. La présence de la FINUL à Tibnine n’a pas empêché l’armée israélienne de pénétrer au village, d’enlever des habitants qu’elle a gardé en captivité pendant des années et pratiquer l’assassinat ciblé. Tibnine qui avait échappé à la dévastation lors des précédents conflits avec Israël n’a pas eu la même chance en 2006. L’artère principale a été ravagée et d’autres quartiers aussi. La zone est toujours surveillée par la FINUL chargée de s'interposer entre Israéliens et Libanais, et depuis 2006 de faire respecter la résolution 1701 du Conseil de sécurité des Nations unies,,.

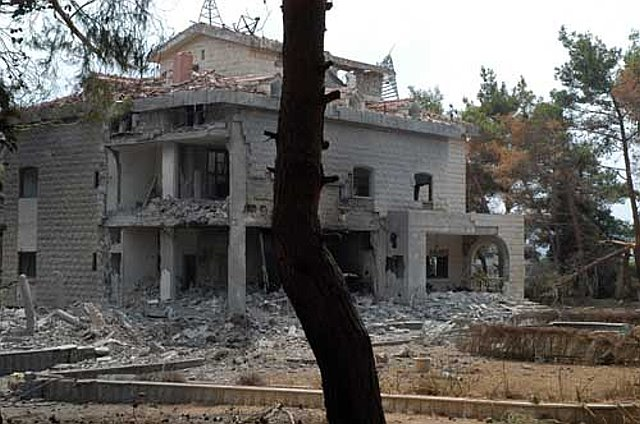
La maison du maire de Tibnine endommagée pendant la guerre 2006.
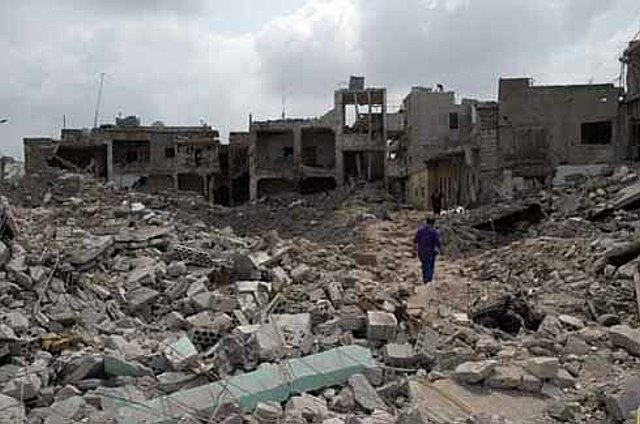
L’artère historique de Tibnine détruite pendant la guerre 2006, (Zaqouque).
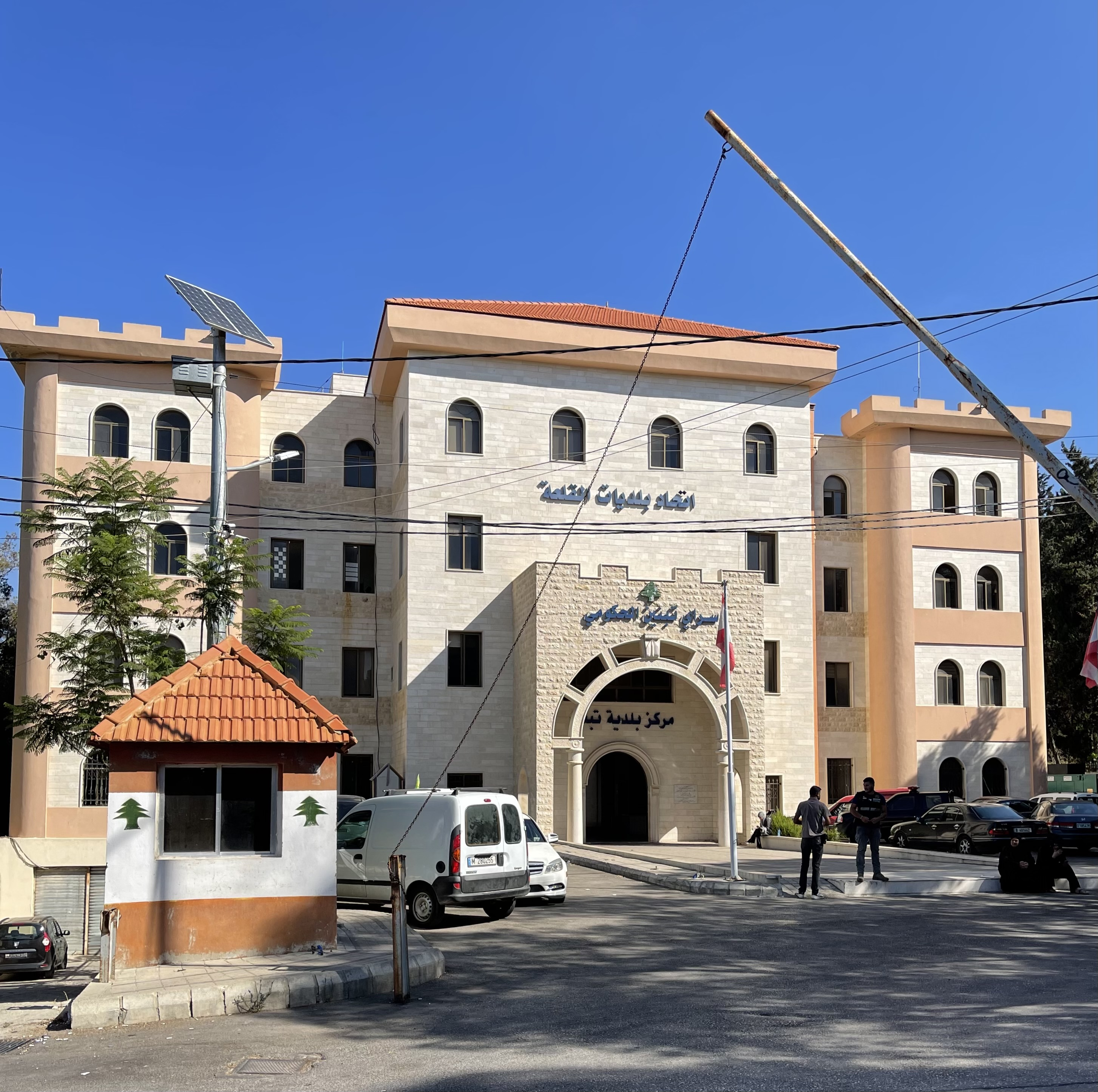
Le centre administratif et la  Mairie de Tibnine.
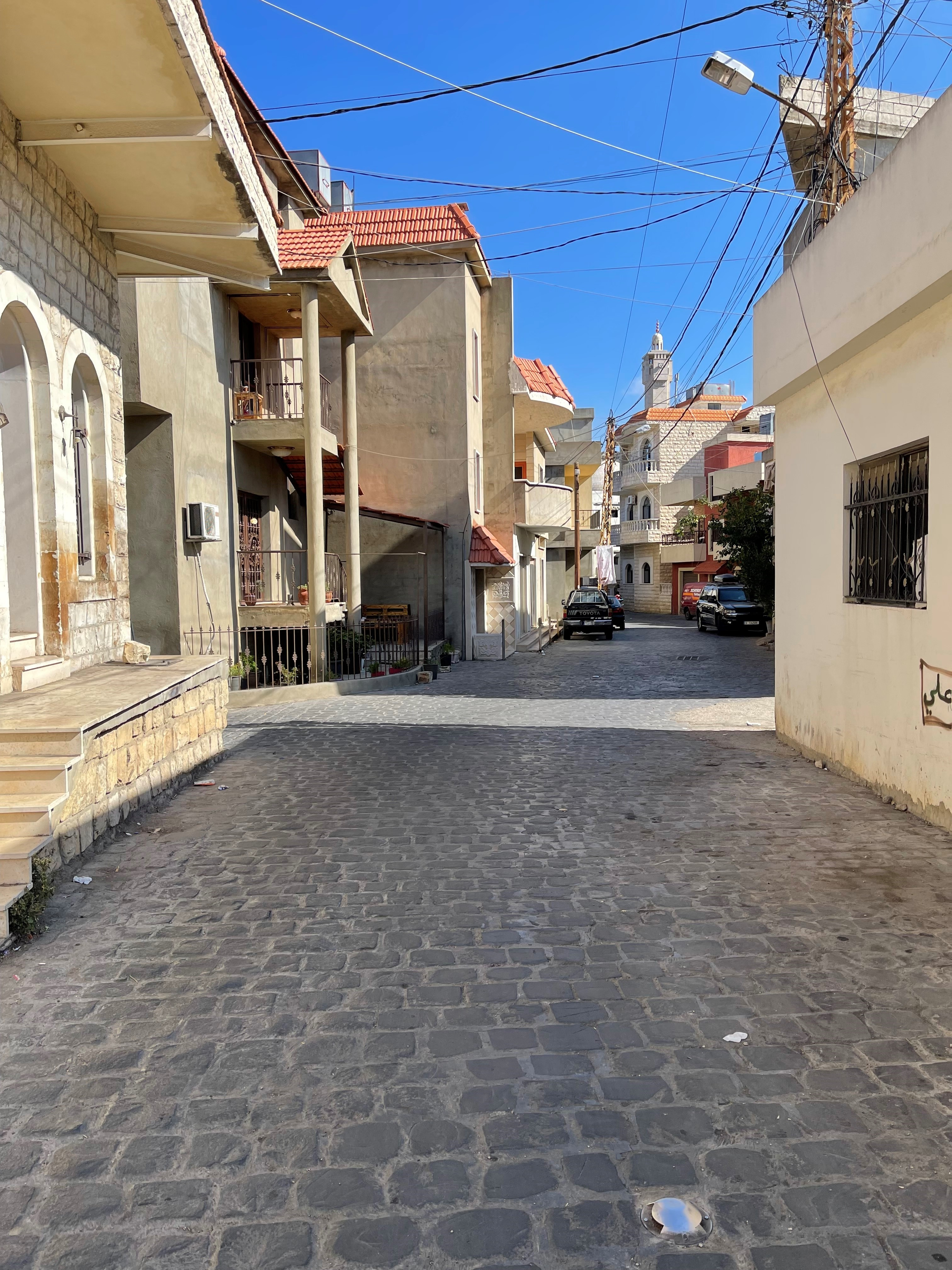
Zaqouque de Tibnine après sa reconstruction.
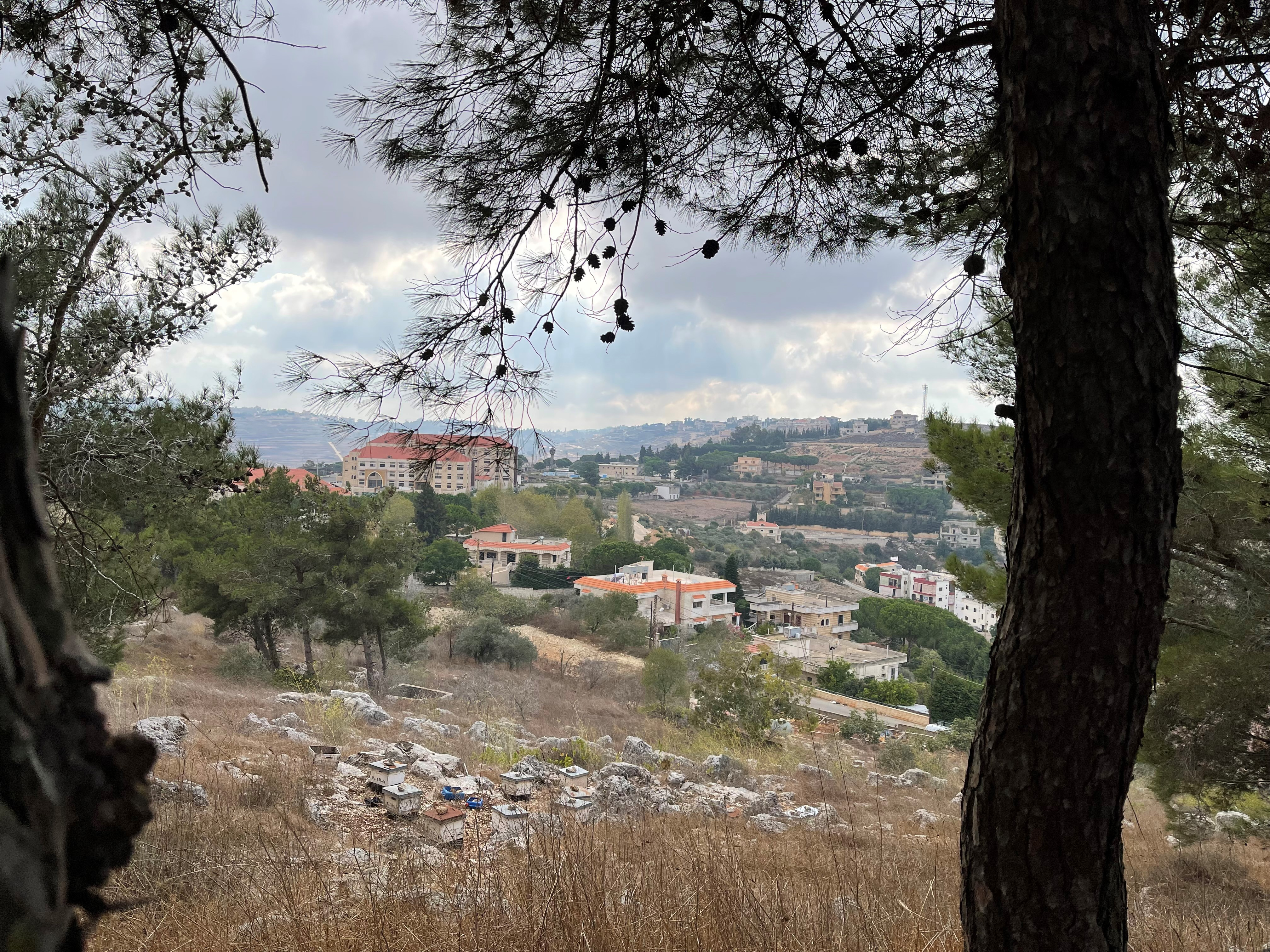
Nouveau quartier de Tibnine du côté ouest avec le nouveau Lycée.

## Population

### Jabal Amel:anciennes croyances
Les habitants actuels de Jabal Amel sont les descendants des populations qui y ont vécu depuis des temps immémoriaux : araméens, phéniciens, perses, arabes, européens ainsi que d’autres populations qui sont venues se greffer. Une tribu arabe lui transmit son nom, le Banu ‘Amilah. Elle était arabe chrétienne monophysite. Nominalement, ses membres étaient désignés par ‘‘Mutanasira’’ (arabe :متناصرة)=(foi chrétienne superficielle peu ferme) par opposition à Nasara=chrétiens (arabe : نصارى). D’autres les ont décrits comme des chrétiens dévoués. Vassaux connus pour leur fort engagement envers l'Empire byzantin pour le protéger contre toute menace possible des tribus de la péninsule arabique et des alliés des Perses, les Lakhmides (arabe : اللخميون), ils faisaient partie de l’alliance des tribus arabes dirigées par les Ghassanides (arabe : الغساسنة). Aux côtés de l'Empire byzantin, ils s'opposèrent aux premières incursions musulmanes au Levant . Ils avaient conservé un fort sentiment d’identité arabe avant et après les conquêtes arabo-musulmanes du Levant nonobstant qu’ils avaient quitté depuis des siècles l’Arabie et leur assimilation de l’environnement araméen et syriaque dans lequel ils évoluaient. Les Banu 'Amilah, à la suite de leur conversion, étaient particulièrement ouverts aux théologies adoptées par les mouvements chiites qui ont conduit à leur marginalisation et persécution sous les régimes sunnites successifs.

### Habitants de Tibnine
Les habitants de Tibnine ne diffèrent pas des autres habitants de la région. Certaines familles sont des descendants des tribus arabes qui se sont assimilées à la population indigène. La plupart des familles existantes à Tibnine ont une composition d'origine arabe avec un apport phénicien et européen en raison d'influences variées dans la région au cours des siècles. En 1881, le Survey of Western Palestine (SWP)  décrit Tibnine : « Un village, construit en pierre. Le Mudir du quartier réside dans le château. Les habitants sont environ 450 (or, en 1875, Victor Guérin visita Tibnine, il décompta 600 Metualis et 250 Grecs (unis)) ,.
En 1891, Adolphe Chauvet a noté avec surprise que beaucoup de gens du village avaient l'air aussi blonds ; sans donner d’explication, il écrivait : « Je suis surpris de voir passablement de blonds et de blondes, comme chez les Allemands. Le docteur Louis Charles Émile Lortet a fait aussi, je crois, la même remarque. »
,.
Un visiteur dans la zone du bataillon irlandais de la Force intérimaire des Nations unies au Liban (ou FINUL) a fait la même observation un siècle plus tard : ‘‘C’est inhabituel le nombre de personnes locales aux yeux bleus, aux cheveux blonds ou roux’’ . ‘‘Il est clair que les armées en croisade d'Europe occidentale ont laissé leur empreinte génétique à la population locale.’’ La question était déjà posée longtemps avant lui par le chroniqueur du royaume latin de Jérusalem Foucher de Chartres en donnant en même temps l’explication au XIIe siècle : (Nam qui fuimus occidentales, nunc facti sumus orientales. = Nous qui étions Occidentaux, sommes devenus Orientaux) . Guérin signalait une chapelle gréco-catholique dédiée à saint Georges dans le village. Elle était située non loin de l’artère principale (Zaqouque) avant qu’elle ne s’effondre sur les tombes de l’unique curé du village inhumé dans l’église à gauche de l’autel - il était de la famille Haddad. Après lui, sa famille a adopté le patronyme de Khoury - et de ses bienfaiteurs Eïd Farhat et Salim Said Farhat. La nouvelle église fut construite au milieu du XXe siècle sur la colline (Tallet el Hosn) dans un terrain qui juxtapose les ruines d’un petit fortin du temps des croisades en face du Toron des chevaliers. Vers les années 1980, la dépouille de l’ancien curé fut transférée au même emplacement dans la nouvelle église et les restes des 2 Farhat ont trouvé un emplacement à la droite de l’entrée principale de l’édifice. La petite communauté chrétienne de Tibnine a su susciter la sympathie des troupes de la FINUL (norvégiens, irlandais italiens, français…) basées dans le village et se faire aider pour doter la paroisse saint Georges de Tibnine d’un presbytère, agrandir l’église, la doter d’un toit en tuile rouge emménager la place de l’église en terrain de jeux et refaire le clocher plus haut à chaque transformation.
Le conflit israélo-libanais de 2006,, a détruit le centre historique du village qui a été reconstruit avec l’aide des pays du Golfe. La municipalité a opéré de grandes transformations en remplaçant l’école communale par un jardin et en reconstruisant la mosquée en l’agrandissant. L’artère principale a été refaite avec ses habitations et la municipalité a profité de cette occasion pour établir de nouvelles règles d’urbanisme qui ont limité l’étalement du village sur plusieurs terrains agricoles. Actuellement, Tibnine est dotée de trois mosquées pour la communauté chiite. L’une d’elles connue sous le nom de Nabi Sadique=prophète, certains pensaient qu’elle abrite le tombeau de Samgar troisième juge d’Israël.

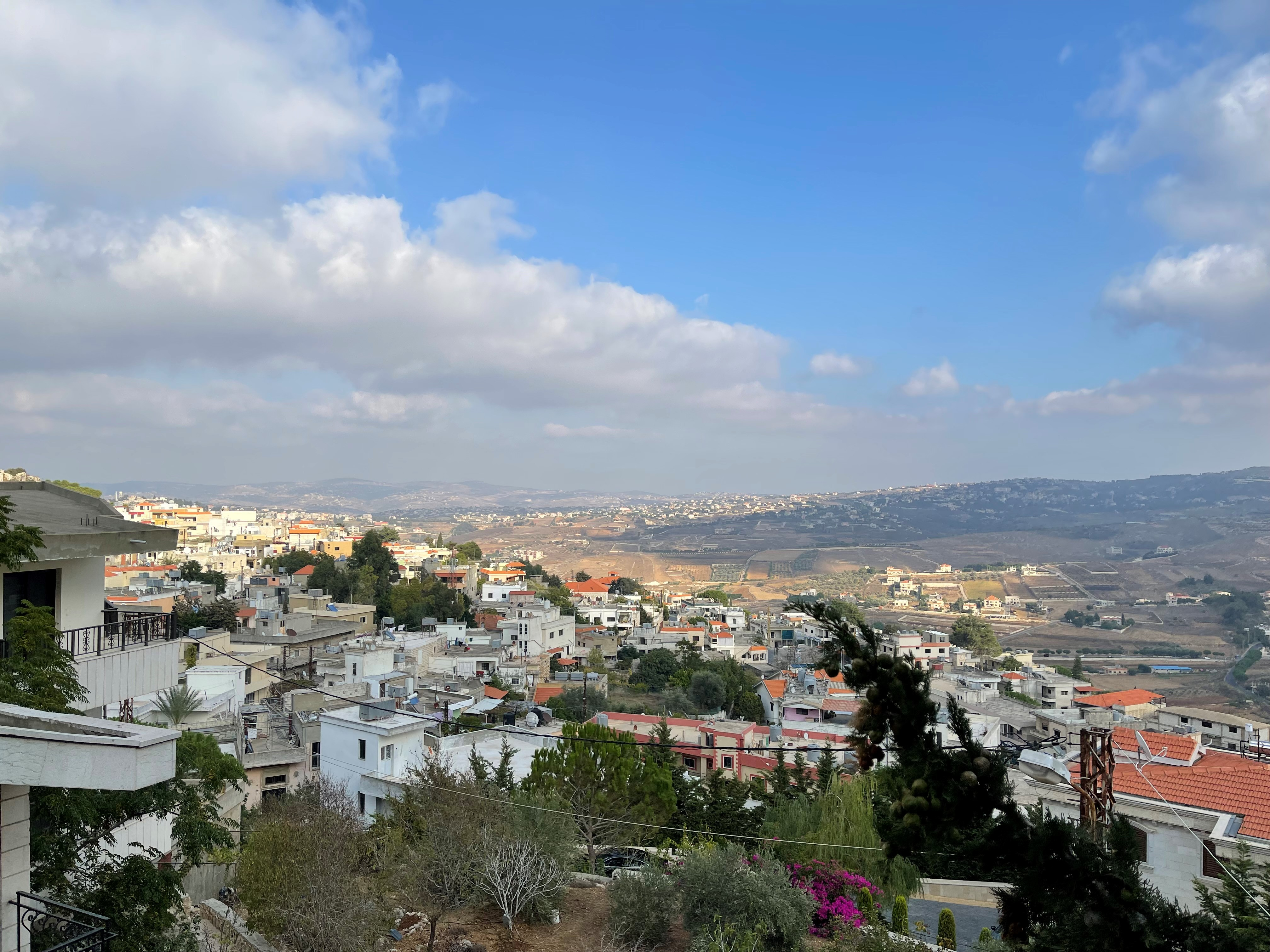
Vue de Tibnine.
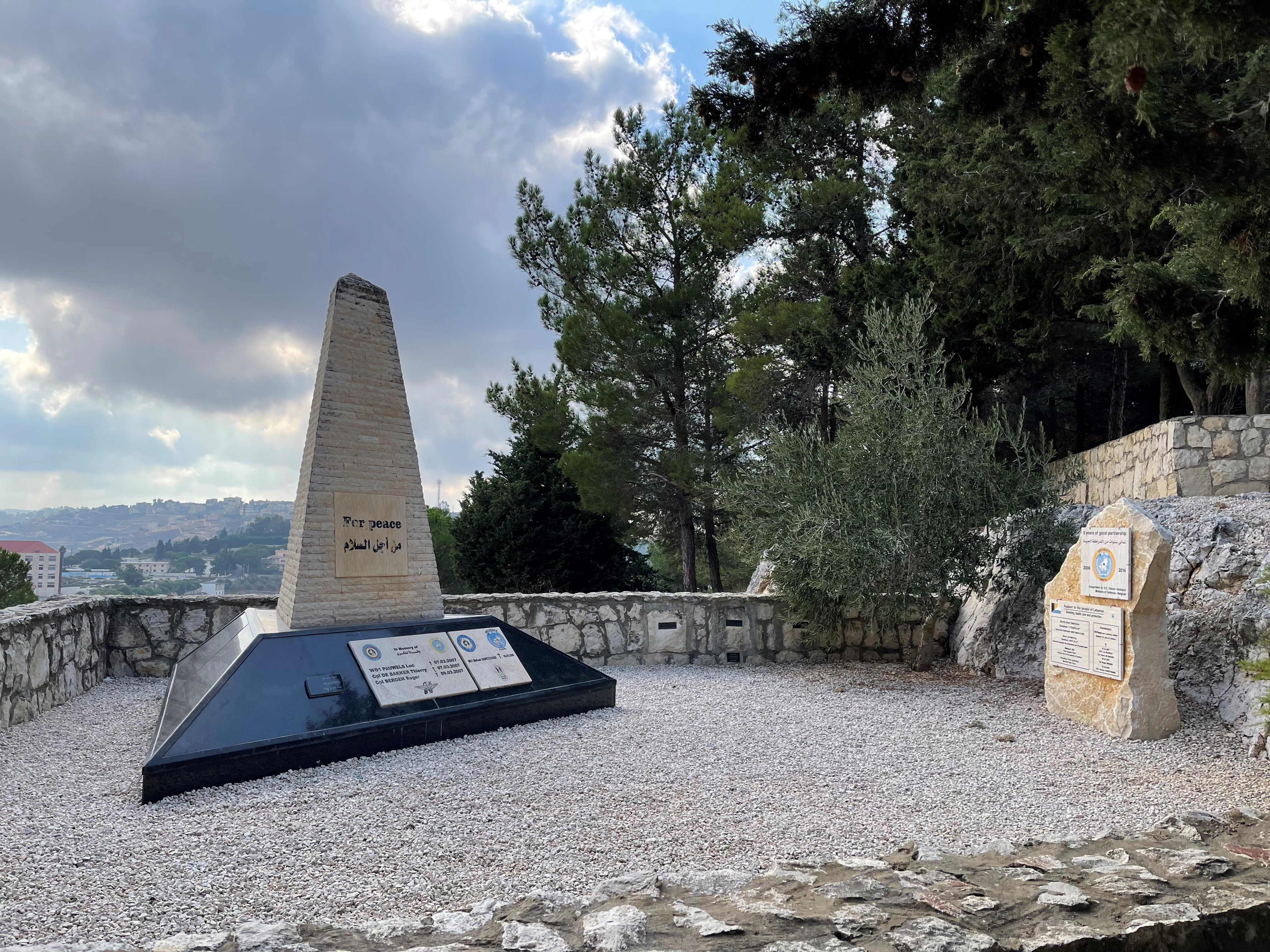
Stèle en l’honneur des casques bleus tombés pour la Paix.
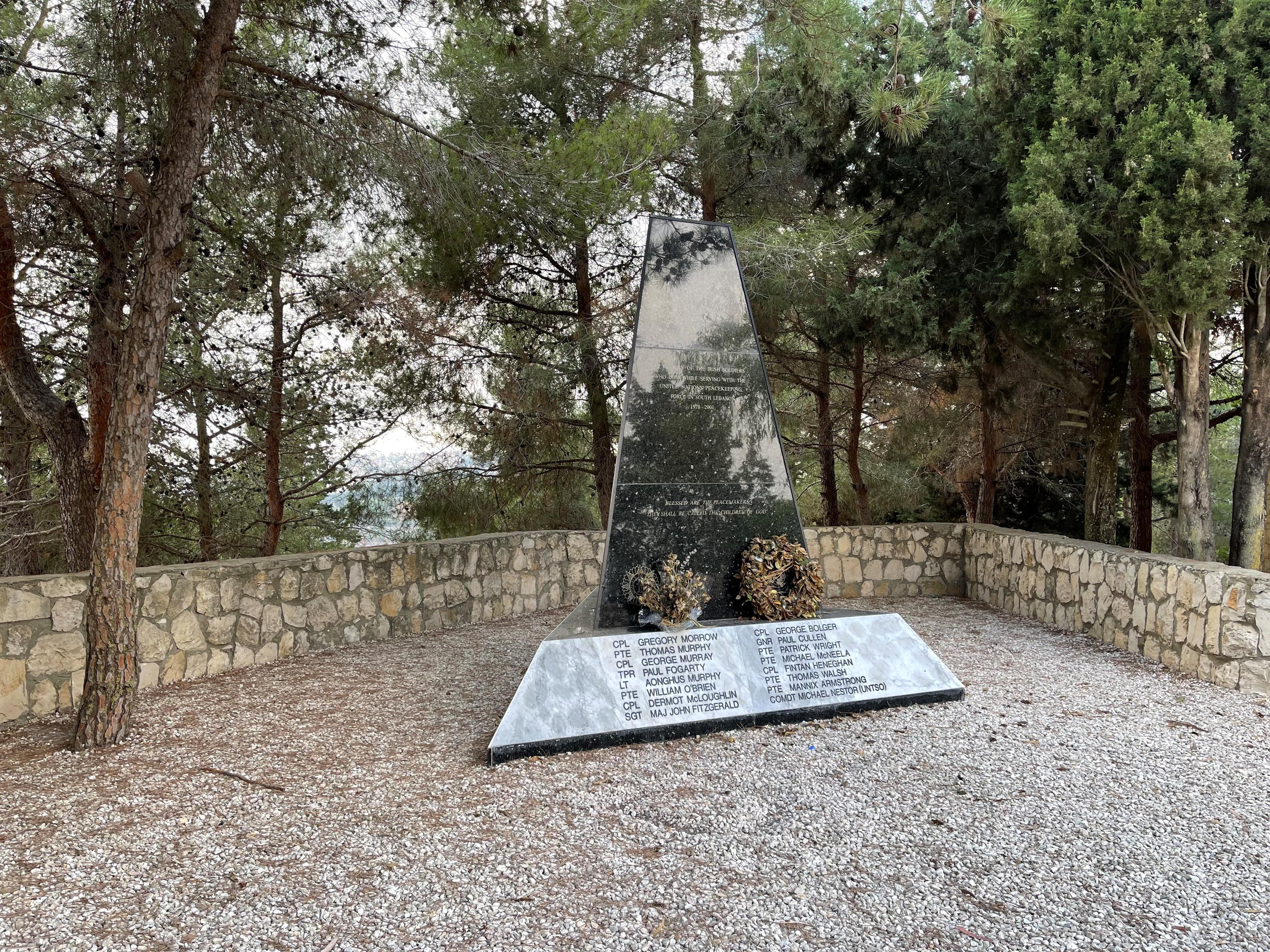
Stèle en l’honneur des casques bleus irlandais tombés pour la Paix au Liban.
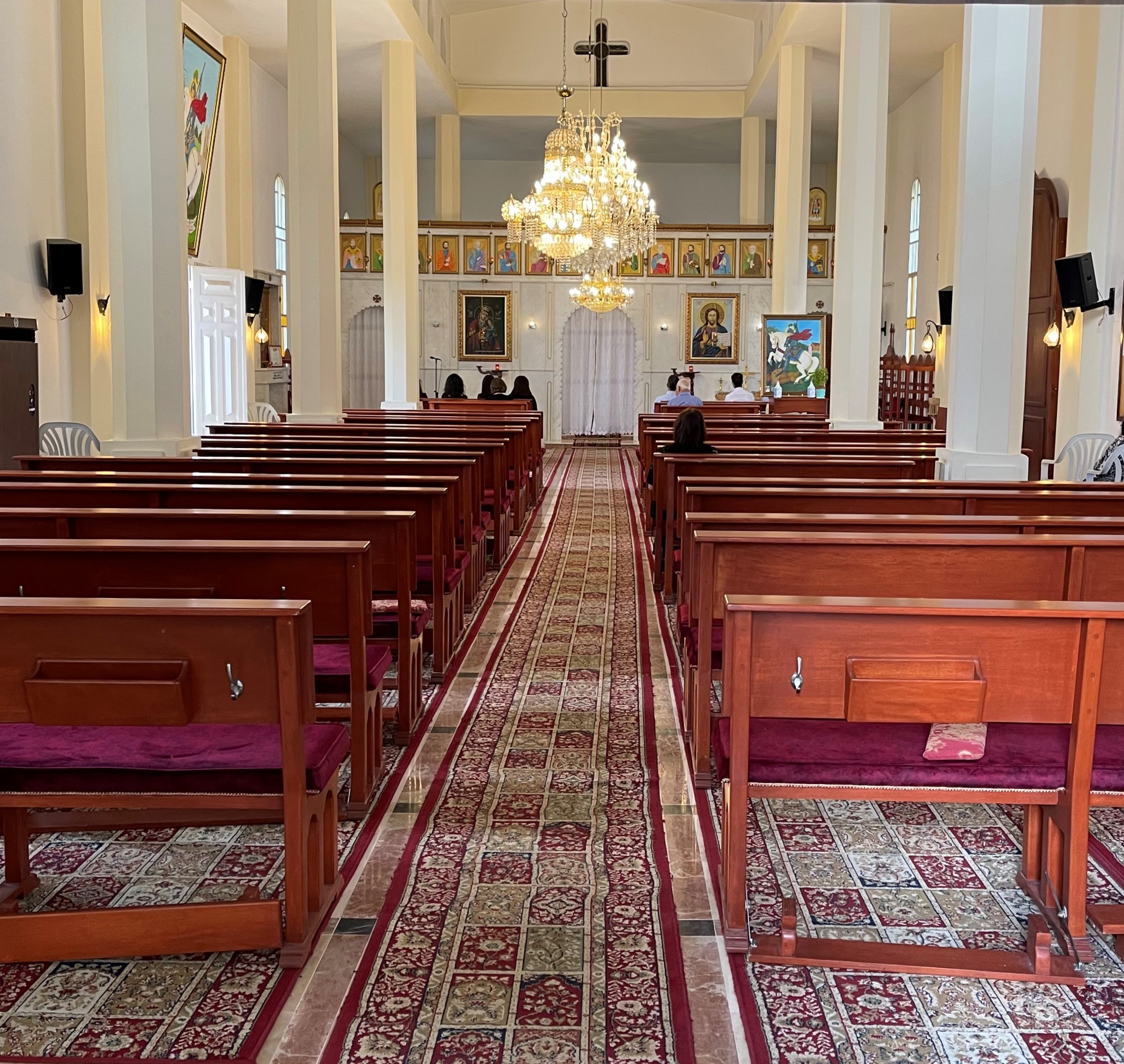
Intérieur de l’Église Saint Georges de Tibnine.
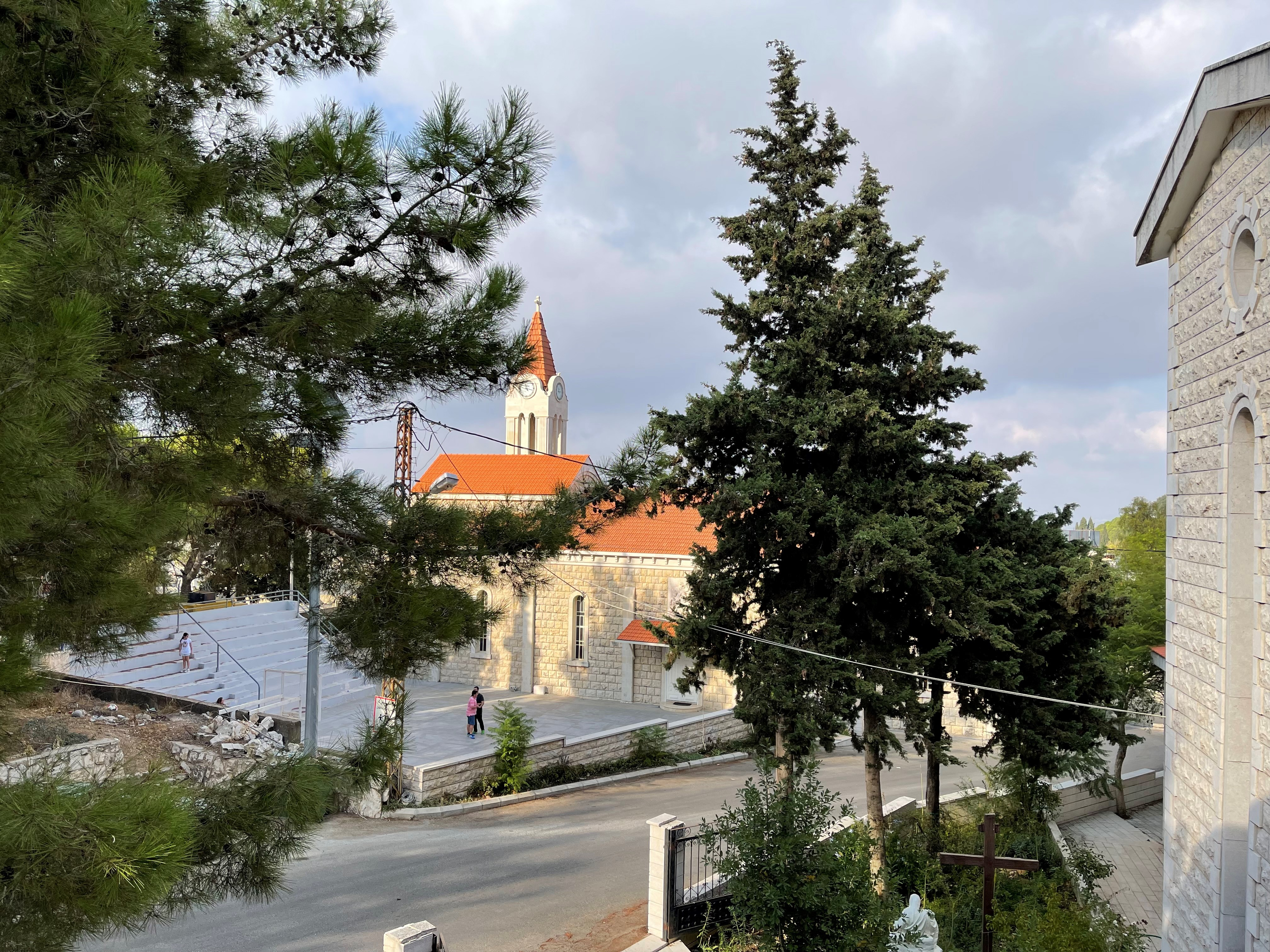
Église Saint Georges de Tibnine et le nouveau presbytère.

Les habitants de Tibnine, comme la plupart des habitants des autres régions du Liban, se sont tournés vers l’émigration depuis la fin de XIXe siècle aux États-Unis, au Canada, en Amérique Latine, en Europe, en Australie et en Afrique pour des raisons économiques et à cause de l’instabilité accrue au sud du Liban à partir des années 1970.

### Conseil municipal de Tibnine

Blason de Tibnine.

Le corps électoral  est composé selon les listes électorales primaires, publiées par le ministère de l’intérieur de la République Libanaise et de la municipalité de Tibnine au début de l’année 2017 de 6 482 électeurs, dont 5 915 Chiites, 537 Melkites et 30 Sunnites.
Le conseil municipal est composé de 15 membres. Pour les élections de 2016, sur les 22 candidats qui ont sollicité les votes des inscrits, sont élus : Nabil Asad Fawaz, Maire et 14 membres : Ali Kamel Fawaz, Abdul Amir Mahmoud Wazneh, Mahmoud Moustafa Fawaz, Mohammad Hussein Hmoud, Hassan Mostafa Mikled, Mohammad Tawfiq Kdouh, Ali Youssef Fawaz, Youssef Boutros Kattoura, Adnane Abd Al Fattah Berri, Mohammad Ibrahim Fawaz, Ali Youssef Dakroub, Nabil Rida Khazaal Fawaz, Hussein Tawfiq Hamzeh, Hachem Kamel Hachem. Ils ont obtenu 1682 voix pour le premier et 1531 voix pour le dernier. Les 7 candidats non élus ont totalisé chacun entre 537 et zéro voix. Par suite de cette même élection les habitants des quartiers de Tibnine ont choisi 6 Mukhtars.

## Situation
La municipalité s'élève à une altitude de 670 mètres du niveau de la mer et s'étend sur une surface de 791 hectares (7,91 km2 - 3.05326 mi²).

## Établissements scolaires
| Établissements scolaires                          | Tibnine (2005-2006) | Liban (2005-2006) |
| ------------------------------------------------- | ------------------- | ----------------- |
| Nombre d'établissements scolaires                 | 5                   | 2788              |
| Établissements scolaires publics                  | 2                   | 1763              |
| Établissements scolaires privés                   | 3                   | 1025              |
| Élèves scolarisés dans les établissements publics | 592                 | 439905            |
| Élèves scolarisés dans les établissements privés  | 1087                | 471409            |

## Personnalités célèbres originaires de Tibnine
- Zaynab Fawwaz, écrivaine, femme des lettres arabe[117],[118],[119]
- Nabih Berri[120],[121], Président du Parlement libanais depuis le 20 octobre 1992 et leader du mouvement Amal.